# Gunnar Knudsen (filolog)
 Der er flere personer med dette navn, se Gunnar Knudsen (flertydig).
Hans Gunnar Knudsen (født 23. marts 1886 i Landsgrav, død 15. september 1952 i Gentofte) var en dansk filolog og stednavneforsker.
Han blev student fra Sorø Akademi i 1905 og cand.mag. i dansk i 1913. Samme år startede han som medhjælper for Stednavneudvalget, blev dets sekretær i 1914 og dets leder (kontorchef) i 1917. Han blev redaktionssekretær ved tidsskriftet Danske Studier i 1914 og redaktør fra 1916. Han var medredaktør af tidsskriftet Fortid og Nutid fra 1920, han var redaktionssekretær fra 1919 og redaktør fra 1921 af J.P. Trap: Danmark (4. udgave), desuden medudgiver af Danmarks gamle Personnavne fra 1929 samt (sammen med Knud Kretzschmer) af det topografiske værk Sydslesvig I. Hedeegnene mellem Angel og Frisland. fra 1933, han var desuden udgiver af den danske oversættelse af Resens atlas fra 1932 samt medredaktør ved Namn och Bygd fra 1943. Han skrev flere artikler først og fremmest om stednavne og stednavneforskning.
1935 blev han Ridder af Dannebrog.
Han er begravet i Slagelse.

## Forfatterskab
- "Hirtshals eller Horsnæs" (Danske Studier 1918)
- "Den danske Stednavneundersøgelse" (Namn och Bygd 1919)
- "Bornholmske Navne paa -løse" (Danske Studier 1922)
- "Udlejre" (Danske Studier 1922)
- "Løt" (Danske Studier 1923)
- "Stednavne" (Salmonsens Konversationsleksikon, 2. udgave, bind XXII)
- "Lidt om sønderjyske Stednavne" (Fortid og Nutid III)
- "Stednavne paa Mols" (Fortid og Nutid V)
- "Lokalhistorie og Stednavnestudium" (Fortid og Nutid VIII)
- "Langeland og Taasing" (Namn och Bygd 1926)
- "En delabialiseret Form af Holt i jyske Stednavne" (Namn och Bygd 1926)
- "Smanke" (Danske Studier 1927)
- "Stednavne i Danelagen" (Danske Studier 1929)
- "Lidt om Stednavne i Nordvestfyn" (Turistforeningens Aarbog 1929)
- "Lidt om Stednavne i Vestsjælland" (Turistforeningens Aarbog 1931)
- "Præpositioner i bornholmske Bebyggelsesnavne" (Studier tilegnede Verner Dahlerup, 1933)
- "Amager" (Namn och Bygd 1933)
- "Gamle Navne paa Kirkejord" (Namn och Bygd 1933)
- Stednavneudvalget gennem 25 Aar (1935)
- "Brudevælte" (Danske Studier 1935)
- "Skiveren" (Danske Studier 1938)
- "Navnestudier" (Danske Studier 1938)
- "Pseudotheofore Stednavne" (Namn och Bygd 1939)
- "Gamle Stednavne i Søllerød Kommune" (Søllerødbogen 1942)
- "Danske Navne paa -um" (Namn och Bygd 1943)
- "Bornholmske Torp-Navne" (Namn och Bygd 1946)
- "Bønderballe" (Namn och Bygd 1948)